# Spencer McKay
Jason Spencer McKay (Oliver, 10 agosto 1968) è un ex cestista e allenatore di pallacanestro canadese con cittadinanza belga.

## Carriera
Con il Canada ha disputato i Campionati americani del 1989 e i Campionati mondiali del 1994.